# 329018 Neufeld
329018 Neufeld este o planetă minoră (asteroid) din centura de asteroizi. A fost descoperită pe 1 decembrie 2005 la Observatorul Național Kitt Peak de Lawrence H. Wasserman⁠(d) și a fost numită după Michael J. Neufeld⁠(d). 
Obiectul prezintă o orbită caracterizată de o semiaxă mare de 3,1260826622855 UAi, o excentricitate de 0,047575203798342, o înclinație de 10,425015809209 ° în raport cu ecliptica.